# Bayernwald
Le Bayernwald est un musée en plein air situé dans le Bois de Croonaert de la commune de Heuvelland, près d'Ypres, en Belgique. C'est une zone légèrement boisée qui entoure les tranchées de Bayernwald. 

## Histoire

### Première Guerre mondiale

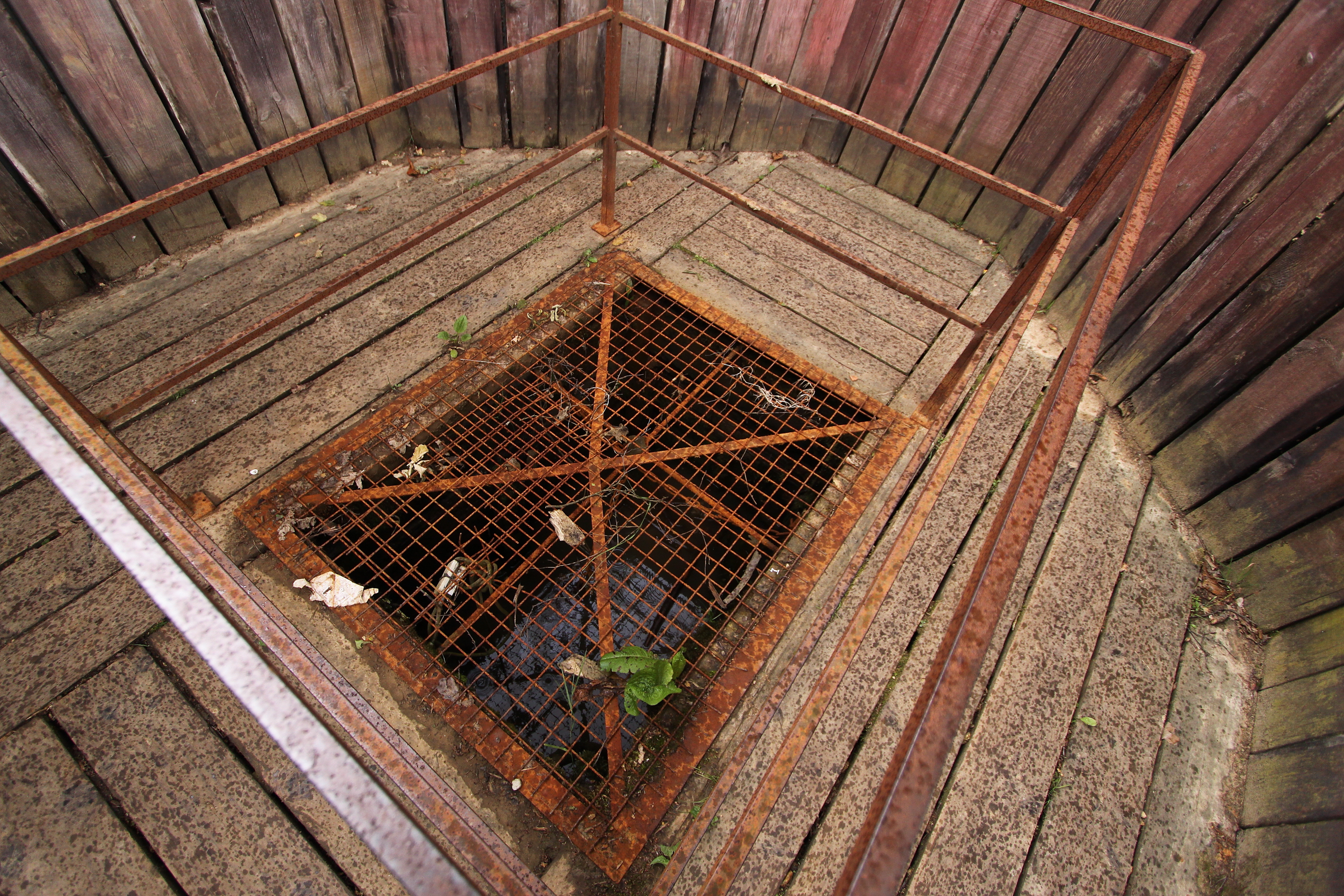
Accès au puits de contre-extraction allemand, tranchées de Bayernwald, bois de Croonaert.

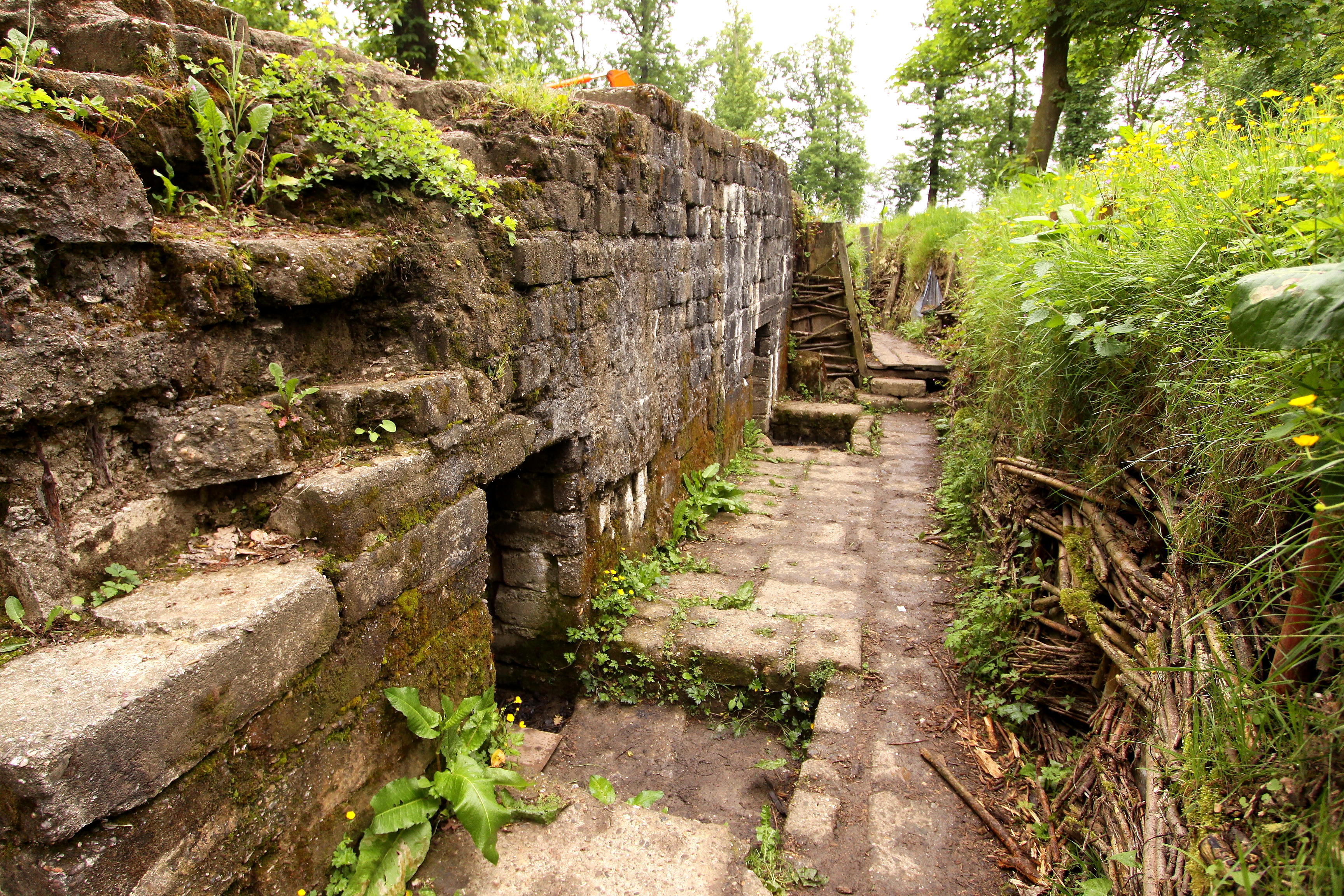
Bunker en béton allemand dans les tranchées de Bayernwald.

Pendant la Première Guerre mondiale, le bois de Croonaert était l'un des sites utilisés par les unités allemandes pour défendre la zone autour du saillant d'Ypres. Les Allemands y ont construit un complexe défensif de tranchées, de tunnels et de bunkers sur la partie surélevée d'où les observateurs d'artillerie avaient une excellente vue sur le terrain autour de Wytschaete et d'Ypres. L'emplacement était appelé Bayernwald par les soldats allemands du fait que les premiers soldats allemands à y être stationnés étaient originaires de Bavière (Bayern en allemand). La région a été le site d'une importante activité tunnelière (lors des guerres de minages) par des unités allemandes et britanniques pendant la guerre. Avant la bataille de Messines, les compagnies de creuseurs de tunnels des Royal Engineers placèrent une grande mine autour du point fortifié allemand Günther, non loin des tranchées de Bayernwald. Il se composait de trois chambres (Hollandscheschur Farm 1, 2, 3) qui étaient chargées d'une charge combinée de 30,200 kg d'ammonal. La mine a explosé le 7 juin 1917 dans le cadre de la bataille des mines de Messines.

### Restauration
Le bois de Croonaert est désormais un petit espace boisé qui entoure le musée ouvert du Bayernwald. Quatre bâtiments ont été préservés des bunkers. Le reste a été enlevé après la Première Guerre mondiale afin que leur matériau en pierre puisse être réutilisé.
À partir de 2003, la position  a été restaurée sur la base de recherches archéologiques par la commune du Heuvelland en collaboration avec l'ASBL ABAF (Association pour l'archéologie des champs de bataille en Flandre). Le coût était d'environ 40 000 euros. Les ambassadeurs britannique et allemand en Belgique et le prince Wolfgang de Bavière ont assisté à la cérémonie d' ouverture en 2004. La position restaurée est unique en Flandre car elle comprend un système de tranchées, des puits de son de mine et des bunkers.